# 遠藤釈雄
遠藤 釈雄（えんどう とくお、1951年（昭和26年）1月15日 - ）は、日本の政治家。宮城県遠田郡涌谷町長。涌谷町議会議員（6期）、涌谷町議会議長（2期）を歴任した。

## 経歴

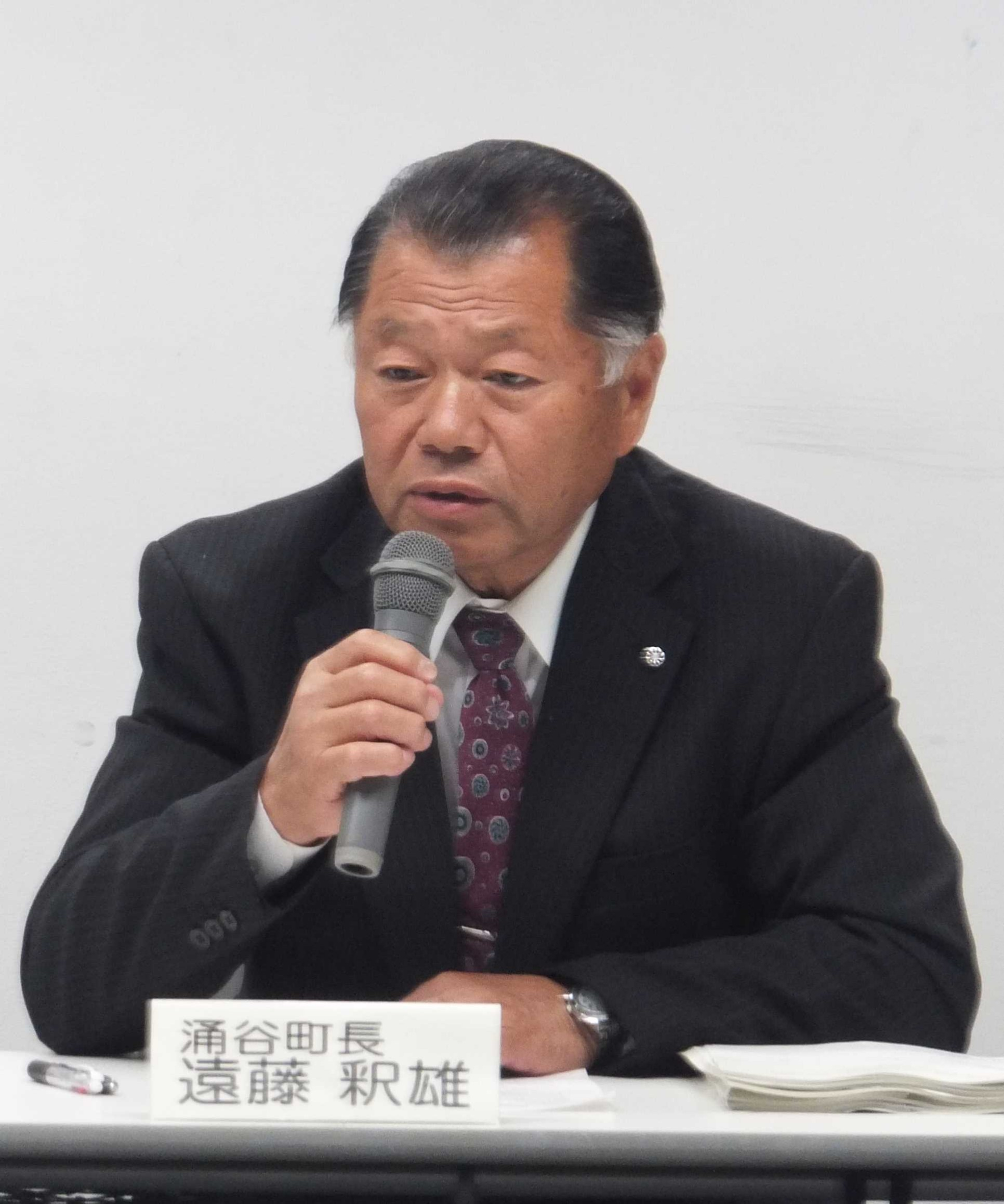
第5回鳴瀬川等・北上川下流等大規模氾濫時の減災対策協議会にて（2019年5月29日）

宮城県遠田郡涌谷町に生まれる。町内の小中学校を卒業後、宮城県小牛田農林高等学校に進学し、農業に従事する。涌谷町消防団本部分団部長、涌谷町農業委員を経て、1995年（平成8年）に涌谷町議会議員選挙に初当選する。以後6期にわたり町議会議員に当選し、2012年（平成24年）1月5日から涌谷町議会議長を務めた。

### 2019年涌谷町長選挙
2019年（平成31年）1月30日、涌谷町は財政の逼迫と財政破綻の懸念により当時町長であった大橋信夫のもとで財政非常事態宣言が行われた。財政非常事態宣言に至った要因として遠藤は、涌谷町国民健康保険病院への毎年4億円もの繰り出しが最も大きいと話している。
同年4月4日、大橋信夫が自宅近くの山林で自殺しているのが見つかり、町長不在となった。副町長も2018年（平成30年）12月に納税された30万円余りを紛失した責任をとって辞任しており、町長・副町長が共に不在となったまま、涌谷町の総務課長である渡辺信明が職務代理者を務めた。
この状況について、当時町議会議長務めていた遠藤は「町長には行政の核として期待していたが、最近は眠れないという話を聞き、公金紛失や財政危機の問題で心労がたまっていると感じていた。議会としては今後も一枚岩で前を向いて対応したい」と語っている。
同年8月に大橋信夫の任期満了に伴い行われる予定だった涌谷町長選挙について「議員とは役割や責任が大きく異なるため、自分には町長が務まらないだろう」として立候補を予定していなかったものの、財政非常事態宣言と町長の急死による異例の事態から立候補を決めた。4月17日、町長選立候補に伴い涌谷町議会議長を辞職した。
同年5月21日に告示された涌谷町長選挙では、自由民主党宮城県支部連合会と公明党宮城県本部の推薦のもと立候補し、元町長で2回目の当選を目指す安部周治との選挙戦を繰り広げた。同年5月26日に投開票が行われ、遠藤は4,467票を獲得し初当選、町長に就任した。
※当日有権者数：13,935人 最終投票率：61.60%（前回比：-1.99pts）
| 候補者名 | 年齢 | 所属党派 | 新旧別 | 得票数  | 得票率 | 推薦・支持         |
| -------- | ---- | -------- | ------ | ------- | ------ | ------------------ |
| 遠藤釈雄 | 68   | 無所属   | 新     | 4,467票 | 52.8%  | 自由民主党・公明党 |
| 安部周治 | 71   | 無所属   | 新     | 3,996票 | 47.2%  |                    |

### 2023年涌谷町長選挙
2022年（令和4年）12月7日の涌谷町議会12月会議の本会議にて、2023年（令和5年）5月25日に任期満了に伴い行われる涌谷町長選挙へ無所属で立候補することを正式に表明した。
第20回統一地方選挙の後半戦となった2023年（令和5年）4月18日に告示された涌谷町長選挙では、前回と同じく自由民主党宮城県支部連合会と公明党宮城県本部の推薦のもと立候補し、ほか新人2名が立候補した。選挙戦では主に財政政策や涌谷町国民健康保険病院の運営、工業団地の誘致などが論点となった。同年4月23日に投開票が行われ、遠藤は4,028票を獲得、2選を果たした。
※当日有権者数：13,008人 最終投票率：55.78%（前回比：-5.82pts）
| 候補者名   | 年齢 | 所属党派 | 新旧別 | 得票数  | 得票率 | 推薦・支持         |
| ---------- | ---- | -------- | ------ | ------- | ------ | ------------------ |
| 遠藤釈雄   | 72   | 無所属   | 現     | 4,028票 | 56.4%  | 自由民主党・公明党 |
| 佐々木敏雄 | 69   | 無所属   | 新     | 2,255票 | 31.6%  |                    |
| 小野寺孝   | 52   | 無所属   | 新     | 862票   | 12.1%  |                    |

## 政策・主張
- 令和元年6月議会所信表明にて、遠藤は今後の町政について以下の6つの政策を主張した[13]。

1. 財政の立て直し
2. 国民健康保険病院（涌谷町国民健康保険病院）の運営改善
3. 人材の育成
4. 安心して生み育てられる町へ
5. 子どもたちの教育環境の向上
6. 日本遺産をいかした観光振興

- 経営難の涌谷町国民健康保険病院の財政再建と意識改革に取り組み[14]、「財政再建を考える会議」の開催や財務省東北財務局との研修会での「町の家計簿」で予算づくりを職員・町議会議員に体験させた。これについて遠藤は「経営感覚や危機意識を高める」狙いがあるとしている[15][5]。
- 2020年（令和2年）に町内の保育園で起きたパワハラ問題について遠藤は「民間といえども町としても最大の関心事として注意を払いながら今後の推移を見守っていく」と発言している[16]。
- 東北電力女川原子力発電所2号機の再稼働を巡り2020年（令和2年）11月2日に行われたUPZ関係自治体首長会議にて、涌谷町代表として遠藤は「是非は申し上げないが、住民の不安は国に伝え、立地自治体や県の判断をみたい」と発言した[17]。

## 人物
- 座右の銘は「一点突破」である[1]。涌谷町の財政再建についてもインタビュー内で「病院が課題ということは明確に見えているので、そこの一点突破です。」と語っている[5]。
- 趣味は農家時代のスキルを活かした野菜づくり[18]、映画鑑賞、読書[1]。
- 好きな食べ物はカレーライス[18][1]。
- 血液型はO型[1]。